# Antoine Riboud
Pour les articles homonymes, voir Riboud.
Antoine Riboud (né à Lyon le 24 décembre 1918, et mort à Paris le 5 mai 2002) est un homme d'affaires français, fondateur et président de Danone.

## Biographie

### Famille
Il est le frère du photographe Marc Riboud, et de l'homme d'affaires français Jean Riboud, ancien président de Schlumberger. Il est aussi le père de Franck Riboud, président-directeur général de Danone jusqu'en 2014 et de la journaliste Christine Mital. Son épouse Lucette est décédée le 5 mars 2013.

### La formation du groupe verrier BSN
Issu d'une famille de la bourgeoisie lyonnaise (son grand-père avait été l'un des fondateurs de la Lyonnaise de Banque), Antoine Riboud fait ses études au lycée Ampère à Lyon, puis à l'École supérieure de commerce de Paris (aujourd'hui ESCP Business School).
En 1942, il entre au service commercial des Verreries Souchon-Neuvesel, entreprise familiale produisant du verre (bouteilles) et dont le siège est à Lyon. Il devient secrétaire général en 1952, puis vice-président directeur général en 1962. Il est nommé président de Souchon-Neuvesel en 1965 mais également de la Société des eaux minérales d'Évian (dont Souchon-Neuvesel détenait 25 % du capital).
L'année suivante, la Verrerie Souchon-Neuvesel et les Glaces de Boussois (entreprise spécialisée dans les vitrages pour le bâtiment et l'automobile) annoncent leur fusion. C'est la naissance du groupe BSN (Boussois-Souchon-Neuvesel). Antoine Riboud, initiateur de l'opération, en prend la présidence.
Fin décembre 1968, il lance une Offre publique d'achat (OPA) sur Saint-Gobain, 5 fois plus important que BSN. Cette opération est réputée être la première tentative d'offre publique hostile lancée à la Bourse de Paris. Elle échoue, mais elle apporte une importante notoriété à BSN et à son président.

### Virage vers l'alimentaire: la formation de Danone
Devant l'importante montée de l'emballage tout plastique, Antoine Riboud pousse alors BSN à la reconversion, de l'industrie du verre à l'agroalimentaire : ce domaine industriel utilisait en effet beaucoup de flacons verre creux (laits et dérivés, nutrition infantile, bières, eaux, vins et champagnes, épicerie liquide, etc.) que produisait son entreprise. Antoine Riboud pensait donc maîtriser ainsi la vente de sa gamme de récipients en verre. En 1970, BSN devient le leader français de la bière, des eaux minérales et de l'alimentation infantile.
En 1972, il prononce à Marseille, lors des assises du Conseil national du patronat français (CNPF) un discours qui fait de lui, 15 ans avant que Gro Harlem Brundtland (Premier Ministre norvégien) n'en fasse la promotion en 1987, le promoteur du concept de développement durable : « Conduisons nos entreprises autant avec le cœur qu’avec la tête et n’oublions pas que si les ressources d’énergie de la terre ont des limites, celles de l’homme sont infinies s’il se sent motivé ».
C’est au moment où Antoine Riboud acquiert les sociétés Kronenbourg et Évian qu’il rencontre en 1972 Daniel Carasso, à l’époque PDG de Gervais-Danone avec lequel il partage l’envie de faire de Danone une marque consommée dans le monde entier.
En juin 1973, Antoine Riboud réalise la fusion entre BSN et Gervais Danone. La nouvelle entité baptisée BSN-Gervais Danone devient la première entreprise agroalimentaire de France.
Dans les années qui suivent, Antoine Riboud continue sa politique de désengagement du verre et de recentrage vers l'agroalimentaire. Il rachète ainsi les marques de biscuits LU puis Belin.
En 1994, BSN prend le nom plus international de Danone.
En mai 1996, pour le trentième anniversaire du groupe, Antoine Riboud annonce qu'il se retire. Il propose alors de passer le relais à son fils Franck Riboud.
Il meurt le 5 mai 2002 à Paris et est enterré à Culoz.

#### Prises de positions politiques
En 1993, Antoine Riboud relance le débat sur le temps de travail. Cette question restée en suspens depuis les élections de 1981 et la semaine des 39 heures. Il déclare alors : « Il faut descendre à 32 heures, sans étape intermédiaire. Cela obligera toutes les entreprises à créer des emplois » .

#### Activités liées au monde de l'art
De 1989 à 1994, il est président de l’Union centrale des Arts décoratifs.
Le 11 novembre 1989, il accompagne à Berlin son ami le violoncelliste Mstislav Rostropovitch, qui célèbre la chute du mur de Berlin en jouant la suite no 1 prélude de J.S. Bach, assis sur une chaise au milieu de la foule devant le mur.

## Sources
- Antoine Riboud, un patron dans la cité, Pierre Labasse, 2007
- Le dernier de la classe, Antoine Riboud, 1999
- Modernisation, mode d'emploi, Antoine Riboud, Rapport au premier ministre J. Chirac, novembre 1987
- Antoine Riboud, fondateur et ancien président du Groupe Danone,